# 许贝尔巴赫
许贝尔巴赫（德語：Schübelbach）是瑞士联邦施维茨州马尔希区的市镇。该市镇面积为29平方千米，海拔高度433米，2018年12月31日人口为9,249人。